# Cryptophis
Genre
Cryptophis est un genre de serpents de la famille des Elapidae.

## Répartition
Les espèces de ce genre se rencontrent en Australie et en Nouvelle-Guinée.

## Liste des espèces
Selon The Reptile Database (8 avril 2013) :
- Cryptophis boschmai (Brongersma & Knaap Van Meeuven, 1961)
- Cryptophis incredibilis Wells & Wellington, 1985
- Cryptophis nigrescens (Günther, 1862)
- Cryptophis nigrostriatus (Krefft, 1864)
- Cryptophis pallidiceps (Günther, 1858)

## Publication originale
- Worrell, 1961 : Herpetological Name Changes. West Australian Naturalist, vol. 8, p. 18-27 (texte intégral).